# 김의담
김의담(1993년 9월 18일 ~ )은 대한민국의 배우이다.

## 영화
- (2017년) (범죄도시) - 흑룡파 조직원들 역

## 드라마
- (2022년, ENA) (얼어죽을 연애따위) - 유종찬 역
- (TBA) (내 친구의 졸업식)

## 공연
- (2018년) (아마데우스) - 코러스 역
- (2019년) (어나더 컨트리) - 델러헤이 역
- (2020년) (지구를 지켜라) - 멀티 역
- (2020년) (찬스)
- (2021년) (리미트)